# Viaduc de La Méaugon
Le viaduc de La Méaugon est un viaduc ferroviaire qui a été construit entre 1860 et 1862 pour la Compagnie des chemins de fer de l'Ouest. Il est situé entre les villes de Ploufragan et de La Méaugon.

## Historique
Pour la poursuite de la construction de la ligne de Paris-Montparnasse à Brest après la gare de Saint-Brieuc en direction de Guingamp, il était nécessaire de construire un viaduc pour franchir la vallée du Gouët à La Méaugon. Les carrières ouvertes à proximité du site de construction du pont fourniront le granit.

## Description
Le viaduc, inauguré en 1862, est situé au point kilométrique (PK) 480,301 entre les gares de Saint-Brieuc et de La Méaugon, à environ 800 mètres en amont de cette dernière. Il est à double voie de circulation.
Il possède 2 rangs d'arches, 12 supérieures et 8 inférieures, une plate-forme avec des niches de garage à chaque pile. Il a aussi un tablier secondaire qui permet aux piétons de passer d'une rive à l'autre.
En 1978, le barrage de Saint-Barthélémy a été inauguré, créant une importante retenue d'eau et noyant ainsi la vallée du Gouët. Les pieds du viaduc baignent depuis dans le plan d'eau et également, selon la hauteur d'eau, le tablier secondaire.
Ses principales caractéristiques sont :
- longueur totale : 228 m
- hauteur : 58 m